# Liste des aéroports en Mauritanie
Voici une liste des aéroports en Mauritanie, triés par emplacement.

## Aéroports
Les noms d'aéroport indiqués en gras indiquent que ceux ci possèdent un service régulier assuré par des compagnies aériennes commerciales.
| Lieu             | OACI | AITA | Nom                                            |
| ---------------- | ---- | ---- | ---------------------------------------------- |
| Aïoun El Atrouss | GQNA | AEO  | Aéroport d'Aïoun El Atrouss (en)               |
| Akjoujt          | GQNJ | AJJ  | Aéroport d'Akjoujt (en)                        |
| Atar             | GQPA | ATR  | Aéroport international d'Atâr                  |
| Bir Moghreïn     | GQPT |      | Aéroport de Bir Moghrein (en)                  |
| Boghé            | GQNE | BGH  | Aéroport d'Abbaye (en)                         |
| Boutilimit       | GQNB | OTL  | Aéroport de Boutilimit (en)                    |
| F'Derick         | GQPF | FGD  | Aéroport de F'Derick (en)                      |
| Kaédi            | GQNK | KED  | Aéroport de Kaédi (en)                         |
| Kiffa            | GQNF | KFA  | Aéroport de Kiffa (en)                         |
| Moudjeria        | GQNL | MOM  | Aéroport de Letfotar (en)                      |
| Néma             | GQNI | EMN  | Aéroport de Néma (en)                          |
| Nouadhibou       | GQPP | NDB  | Aéroport de Nouadhibou                         |
| Nouakchott       | GQNN |      | Ancien aéroport international de Nouakchott    |
| Nouakchott       | GQNO | NKC  | Aéroport international de Nouakchott-Oumtounsy |
| Sélibabi         | GQNS | SEY  | Aéroport de Sélibabi (en)                      |
| Tamchekett       | GQNT | THT  | Aéroport de Tamchakett (en)                    |
| Tichitt          | GQNC | THI  | Aéroport de Tichitt (en)                       |
| Tidjikdja        | GQND | TIY  | Aéroport de Tidjikja (en)                      |
| Timbedra         | GQNM |      | Aéroport de Dahara (en)                        |
| Timbedra         | GQNH | TMD  | Aéroport de Timbedra (en)                      |
| Zouerate         | GQPZ | OUZ  | Aérodrome de Zouérat-Tazadit                   |